# Kiiti Morita
Pour les articles homonymes, voir Morita.
Kiiti Morita (森田 紀一, Morita Kiichi) (11 février 1915 - 4 août 1995) est un mathématicien japonais dans les domaines de l'algèbre (théorie des anneaux, algèbre cohomologique) et de la topologie.

## Biographie
Né à Hamamatsu en 1915, Morita a étudié à l'école normale supérieure de Tokyo, où il est diplômé en 1936, puis il obtient son doctorat à l'Université préfectorale d'Osaka en 1950, dans le domaine de la topologie. À partir de 1939, il enseigne à l'Université de Tokyo, et à partir de 1951, il est professeur à l'Université pédagogique de Tokyo (qui, en 1949, entre autres, est née de l'association de l'Université de Sciences de Tokyo et de l'école normale supérieure de Tokyo et plus tard l'Université de Tsukuba) et après sa retraite à l'Université de Tsukuba, à partir de 1978, à l'Université Sophia de Tokyo.
Il est décédé le 4 août 1995 d'une défaillance cardiaque, au Sakakibara Heart Institute de Tokyo. Il était marié et avait un fils. Un fonds Kiiti Morita a été institué avec l'American Mathematical Society grâce aux dons de la famille.

## Travaux
Les concepts qu'il a développés dans les années 1950 ont été travaillés dans un relatif isolement, étant donné qu'il ne faisait pas partie du groupe de chercheurs en algèbre à l'Université de Nagoya dirigé par Tadashi Nakayama (en).
Il a introduit en 1958 au sein de la théorie des anneaux les concepts maintenant connus sous les noms d'équivalence de Morita et de dualité de Morita dans son article « Duality for modules and its application to the theory of rings with minimum condition », qui ont bénéficié d'une large diffusion dans les années 1960 par Hyman Bass dans une série de conférences, en faisant ainsi une technique importante de l'algèbre moderne et aux États-Unis et en Europe. Les conjectures de Morita (en) sur des espaces topologiques normaux sont également nommées d'après lui et elles ont été prouvées (Mary Ellen Rudin, K. Chiba et T. C. Przymusiński 1986, Zoltán Tibor Balogh 2001).
En topologie générale, il a travaillé sur de nombreux domaines comme la normalité, la paracompacité, la théorie des dimensions, la théorie de l'homotopie (Espace d'Eilenberg-MacLane), les classifications de figures, la théorie des formes. En théorie des dimensions, il a montré en 1954, l'équivalence de différentes définitions de dimension. Dans son article « Normal families and dimension theories in metric spaces », il montre l'équivalence de la dimension de recouvrement avec la grande dimension inductive pour n'importe quel espace mesurable (pour des espaces mesurables séparables, l'équivalence a déjà été établie par Hurewicz et d'autres), preuve également apportée par M. Katetov.

## Publications
- Morita : Duality for modules and its application to the theory of rings with minimum condition, Scientific Report Tokyo Kyoiku Daigaku, Section A, vol 6, 1958, p. 83-142.
- Morita : Some problems on normality of product spaces, in J. Novák (éd), General Topology and its relation to modern analysis and algebra, Proc. 4th Prague Topology Symposium 1976.
- (en) Kiiti Morita, « Čech cohomology and covering dimension for topological spaces », Fund. Math., vol. 87,‎ 1975, p. 31-52.
- (en) Kiiti Morita et Jun-iti Nagata, Topics in General Topology, Amsterdam/New York/New York, N.Y., U.S.A., Elsevier, 1989 (ISBN 978-0-444-70455-9, lire en ligne), p. 371.
- (en) Kiiti Morita et Sitiro Hanai, « Closed mappings and metric spaces », Proc. Japan Acad., vol. 32, no 1,‎ 1956, p. 10-14 (lire en ligne).